# المتحف التاريخي للبوسنة والهرسك

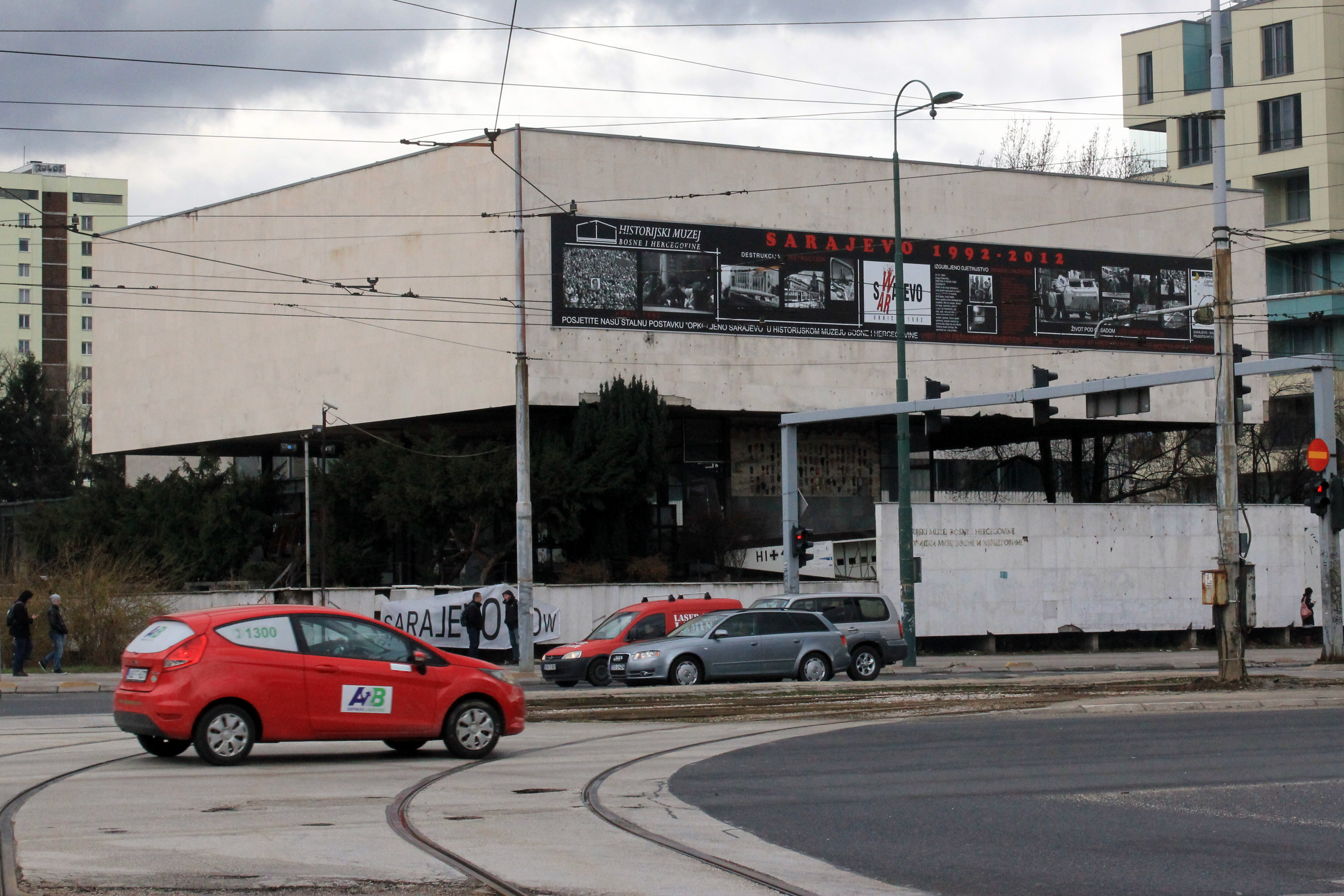
المتحف التاريخي للبوسنة والهرسك

المتحف التاريخي للبوسنة والهرسك هو متحف التاريخ في سراييفو ، البوسنة والهرسك ،يحمل أكثر من 400،000 تحف تاريخية. 
تم إغلاق المتحف بسبب نزاع حول تمويله ، وأعاد المتحف التاريخي للبوسنة والهرسك فتح أنشطته في عام 2015 وإعادة تشغيلها.